# فرهنگ نوبهار
فرهنگ نوبهار به اهتمام محمدعلی مدرس (مدرس خیابانی)، در دو مجلد در تبریز، به سال ۱۳۰۸ ه. ق. منتشر شد. تلخیصی از فرهنگ انجمن آرای ناصری است.